# An San
An San (en coreano: 안산; 27 de febrero de 2001) es un deportista surcoreana que compite en tiro con arco, en la modalidad de arco recurvo.
Participó en los Juegos Olímpicos de Tokio 2020, obteniendo tres medallas de oro en las pruebas individual, equipo y equipo mixto. Ganó tres medallas en el Campeonato Mundial de Tiro con Arco al Aire Libre de 2021.

## Palmarés internacional
| Juegos Olímpicos                 | Juegos Olímpicos         | Juegos Olímpicos  | Juegos Olímpicos |
| Año                              | Lugar                    | Medalla           | Prueba           |
| -------------------------------- | ------------------------ | ----------------- | ---------------- |
| 2020                             | Tokio (Japón)            | Medalla de oro    | Individual       |
| 2020                             | Tokio (Japón)            | Medalla de oro    | Equipo           |
| 2020                             | Tokio (Japón)            | Medalla de oro    | Equipo mixto     |
| Campeonato Mundial al Aire Libre |                          |                   |                  |
| Año                              | Lugar                    | Medalla           | Prueba           |
| 2021                             | Yankton (Estados Unidos) | Medalla de oro    | Equipo           |
| 2021                             | Yankton (Estados Unidos) | Medalla de oro    | Equipo mixto     |
| 2021                             | Yankton (Estados Unidos) | Medalla de bronce | Individual       |